# Suguru Awaji
Suguru Awaji (淡路卓?, Awaji Suguru; 26 luglio 1989) è uno schermidore giapponese, specializzato nel fioretto.

## Palmarès
In carriera ha conseguito i seguenti risultati:
- Mondiali

Parigi 2010: bronzo nel fioretto a squadre.
- Olimpiadi

Londra 2012: argento nel fioretto a squadre.